# Blackwater Meadow Indian Reserve 11
Blackwater Meadow Indian Reserve 11 är ett reservat i Kanada.   Det ligger i provinsen British Columbia, i den sydvästra delen av landet, 3 600 km väster om huvudstaden Ottawa.
I omgivningarna runt Blackwater Meadow Indian Reserve 11 växer i huvudsak barrskog. Trakten runt Blackwater Meadow Indian Reserve 11 är nära nog obefolkad, med mindre än två invånare per kvadratkilometer.